# Chróstno
Chróstno  (deutsch Saliswalde, tschechisch Salisvald) ist ein Ort in der Stadt- und Landgemeinde Głubczyce im Powiat Głubczycki der Woiwodschaft Opole in Polen.

## Geographie
Das Straßendorf Chróstno liegt 14 Kilometer südwestlich von Głubczyce (Leobschütz) und 80 Kilometer südwestlich Opole (Oppeln) in der Nizina Śląska (Schlesische Tiefebene). Bei Chróstno entspringt der Bach Wierzbnik, ein rechter Zufluss der Troja.
Nachbarorte von Chróstno sind im Nordwesten Braciszów (Bratsch), im Nordosten Zubrzyce (Sauerwitz) sowie im Südwesten Ciermięcice (Türmitz).

## Geschichte

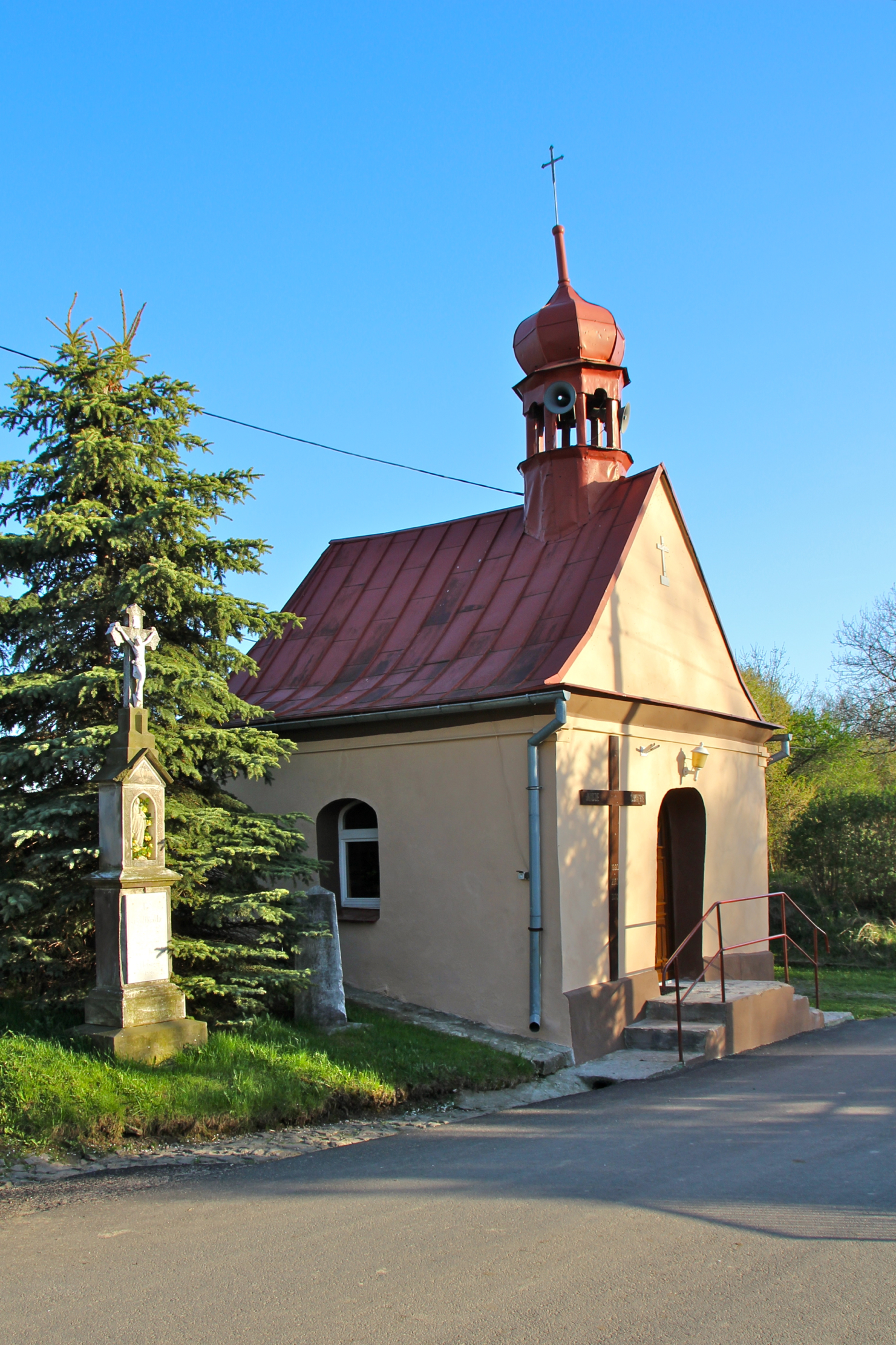
Dreifaltigkeitskapelle

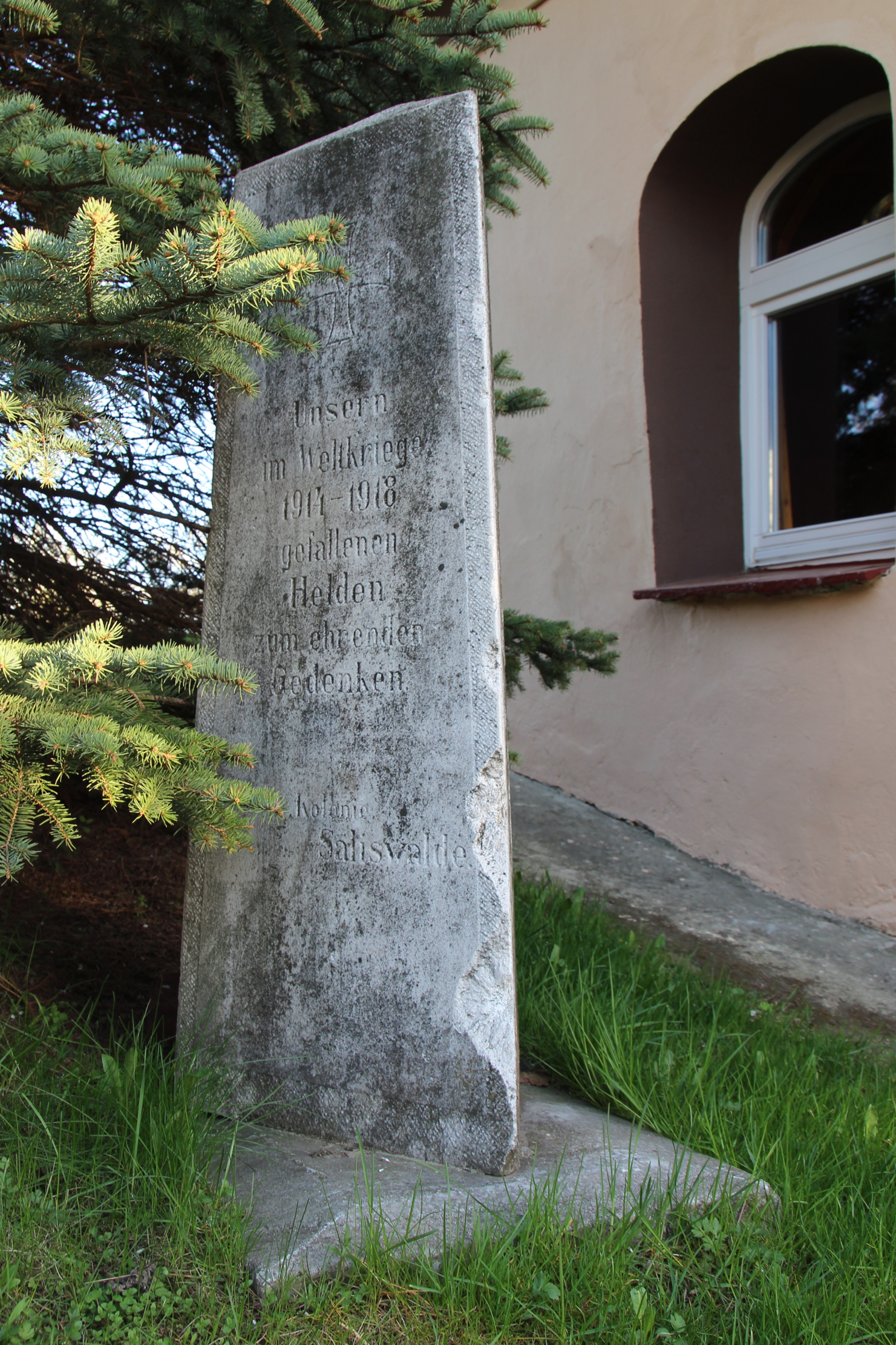
Gefallenendenkmal

Der Ort Saliswalde wurde in 1798 Jahren als Kolonie durch den Gutsherrn von Salis aus Bratsch gegründet. Die Kolonie mit 15 Koloniestellen gehörte zur Landgemeinde Bratsch.
Nach der Neugliederung der Provinz Schlesien gehörte Saliswalde ab 1816 zum Landkreis Leobschütz im Regierungsbezirk Oppeln. 1845 bestanden in der Kolonie 14 Häuser. Im gleichen Jahr lebten in Saliswalde 84 Menschen. 1861 zählte Saliswalde 15 Kolonie- und drei Häuslerstellen.
Bis 1945 gehörte die Kolonie als Ortsteil von Bratsch zum Landkreis Leobschütz.
1945 kam der bisher deutsche Ort unter polnische Verwaltung, wurde in Chróstno umbenannt und der Woiwodschaft Schlesien angeschlossen. 1950 wurde Chróstno der Woiwodschaft Oppeln zugeteilt. 1999 wurde es Teil des wiedergegründeten Powiat Głubczycki.

## Sehenswürdigkeiten
- Römisch-katholische Dreifaltigkeitskapelle (poln. Kaplica Trójcy Świętej)
- Denkmal für die Gefallenen des Ersten Weltkriegs